# Bolivar County (Mississippi)
33°47′24″N 90°52′48″V / 33.79000°N 90.88000°V
Bolivar County er et county i den amerikanske delstat Mississippi. Bolivar County blev grundlagt i 1836 og har et samlet areal på 2.346 km², hvoraf 2.270 er land.
Administrativt centrum i Bolivar County er Cleveland.
Bolivar County grænser op til: 
- Hardeman County – nordøst
- Tippah County – øst
- Union County – syd
- Marshall County – vest
- Fayette County – nordvest